# Grebenhain
Die Gemeinde Grebenhain ist eine Großgemeinde im mittelhessischen Vogelsbergkreis und ist nach dem Dorf und Ortsbezirk Grebenhain, gleichzeitig auch Verwaltungssitz, benannt. Das Gemeindegebiet liegt in 400 bis 733 Meter Höhe im südöstlichen Vogelsberg, ca. 30 km westlich von Fulda und ca. 70 km nordöstlich von Frankfurt. Durch den Ort führt die Deutsche Märchenstraße.

## Geographie

### Nachbargemeinden
Die Gemeinde grenzt im Norden an die Stadt Herbstein, im Osten an die Gemeinde Hosenfeld (Landkreis Fulda), im Süden an die Gemeinde Freiensteinau und die Gemeinde Birstein (Main-Kinzig-Kreis), im Südwesten an die Stadt Gedern (Wetteraukreis), sowie im Westen an die Stadt Schotten.

### Gemeindegliederung
Die Gemeinde besteht aus den 15 Ortsteilen Bannerod, Bermuthshain, Crainfeld, Grebenhain (mit Oberwald), Hartmannshain, Heisters, Herchenhain, Ilbeshausen-Hochwaldhausen, Metzlos, Metzlos-Gehaag, Nösberts-Weidmoos, Vaitshain, Volkartshain, Wünschen-Moos und Zahmen. Sitz der Gemeindeverwaltung ist der namensgebende Kernortsteil Grebenhain, der mit 986 Einwohnern der zweitgrößte Ortsteil der Gemeinde ist.

## Geschichte

### Gemeindebildung
Die heutige Gemeinde Grebenhain wurde im Zuge der Gebietsreform in Hessen zum 31. Dezember 1971 durch den formal freiwilligen Zusammenschluss zur Großgemeinde der bis dahin eigenständigen Gemeinden Bannerod, Bermuthshain, Crainfeld, Grebenhain (mit Oberwald und Ahlmühle), Hartmannshain, Herchenhain, Ilbeshausen (mit Hochwaldhausen), Metzlos, Nösberts-Weidmoos, Vaitshain und Volkartshain gebildet.
Zum 1. August 1972 erfolgte kraft Landesgesetzes die Eingliederung der bis zu diesem Zeitpunkt noch selbständig gebliebenen Gemeinden Steigertal (mit den Ortsteilen Heisters, Wünschen-Moos und Zahmen) und Metzlos-Gehaag. Für die 15 Ortsteile von Grebenhain wurden 14 Ortsbezirke mit Ortsbeirat und Ortsvorsteher nach der Hessischen Gemeindeordnung gebildet.

### Gemeindegebiet
Wie viele andere Großgemeinden entstand auch die neue Gemeinde Grebenhain ohne Anknüpfungspunkt an historische Strukturen. Die einzelnen Ortsteile gehörten über Jahrhunderte hinweg zu ganz unterschiedlichen Territorien und Verwaltungseinheiten.
Besiedelt wurde das heutige Gemeindegebiet zwischen dem 8. und dem 11. Jahrhundert in mehreren Wellen von Siedlern aus der Wetterau im Zuge des hochmittelalterlichen Landesausbaus durch die Äbte des Klosters Fulda. Der älteste urkundlich belegte Ortsteil ist Crainfeld, auf dessen Existenz es bereits in einer fuldischen Schenkungsnotiz aus dem 9. Jahrhundert Hinweise gibt. Die erste eindeutig nachweisbare Erwähnung von Crainfeld, als Creginfelt, findet sich in einer Königsurkunde von 1012, in der auch die Ortsteile Bermuthshain und Ilbeshausen erstmals urkundlich erwähnt werden.
Crainfeld lag verkehrsgünstig an der Kreuzung zweier mittelalterlicher Handelsstraßen u. a. nach Frankfurt und war bis 1821 Sitz des Gerichts Crainfeld, an das noch das Wohn- und Amtshaus der landgräflich-hessischen Oberschultheißen, der Edelhof, erinnert. Das reich verzierte Fachwerkhaus wurde im Jahr 1685 erbaut. Es wurde in der Vergangenheit ebenso wie die 1691 erbaute Teufelsmühle („Hansenmühle“) in Ilbeshausen meist einem Zimmermann namens Hans Muth zugeschrieben. Teufelsmühle und Edelhof gehören zu den bedeutendsten Fachwerkhäusern in Oberhessen. Crainfeld verfügt über das größte Kirchenbauwerk in der Gemeinde und ist bis heute Sitz der evangelischen Pfarrei. Bis zum Bau der Staatsstraße zwischen 1834 und 1857 (heutige Bundesstraße 275) und der Eröffnung der Nebenbahn Lauterbach-Grebenhain-Gedern (Vogelsbergbahn) 1901 bzw. 1906 war es einer der Hauptorte der Region und wurde dann von Grebenhain abgelöst.
Die Ortsteile Bermuthshain, Crainfeld und Grebenhain zählten ab 1437, der Ortsteil Ilbeshausen ab 1376 zur Landgrafschaft Hessen und ab 1576 zur Landgrafschaft Hessen-Darmstadt, aus dem das von 1806 bis 1919 bestehende Großherzogtum Hessen-Darmstadt hervorging. Bezeichnungen von Gaststätten als „Darmstädter Hof“ erinnern noch heute daran. Sie bildeten bis 1821 das Gericht Crainfeld, das zum hessischen Amt Nidda gehörte. Seit 1852 gehörten sie zum Landkreis Lauterbach. Die Ortsteile Hartmannshain und Herchenhain zählten ebenfalls ab 1434 zur Landgrafschaft Hessen, gehörten jedoch bis 1821 zum Gericht Burkhards. Bis 1938 waren die beiden Dörfer Teil des Landkreises Schotten. Die Ortsteile Bannerod, Heisters, Nösberts, Vaitshain, Weidmoos, Wünschenmoos und Zahmen gehörten bis 1806 zum riedeselschen Gericht Altenschlirf, die Ortsteile Metzlos und Metzlos-Gehaag bis 1806 zum ebenfalls riedeselschen Gericht Moos. Durch die Mediatisierung wurden beide riedeselschen Gerichte hessisch. Der Ortsteil Volkartshain lag bis 1806 im stolbergischen Amt Ortenberg und gehörte bis 1938 ebenfalls zum Landkreis Schotten.
Der Kernortsteil Grebenhain wurde in zwei riedeselschen Urkunden aus dem Jahr 1338 als „Grebenheyn“ und „Greffenhayn“ erstmals urkundlich erwähnt. Bis ins 15. Jahrhundert wurde dort Eisenerz abgebaut und mit Holzkohle verhüttet, woran heute der Flurname „Am Eisenberg“ und der innerörtliche Eisenbergsweg erinnern. An der Westseite des Dorfes befand sich bis 1789 ein großer herrschaftlicher Teich und im Dorf bis 1974 das historische Teichamtsgebäude. Nach dem Ende der nationalsozialistischen Diktatur entwickelte sich aus der 1936 gebauten Luftmunitionsanstalt Hartmannshain das heutige Industriegebiet Oberwald und aus der dazugehörigen Kaserne die Siedlung Oberwald, in der zunächst Flüchtlinge und Erholungsuchende untergebracht wurden.

## Bevölkerung

### Einwohnerstruktur 2011
Nach den Erhebungen des Zensus 2011 lebten am Stichtag, dem 9. Mai 2011, in Grebenhain 4833 Einwohner. Darunter waren 87 (1,8 %) Ausländer, von denen 50 aus dem EU-Ausland, 31 aus anderen europäischen Ländern und 6 aus anderen Staaten kamen. (Bis zum Jahr 2020 erhöhte sich die Ausländerquote auf 4,8 %.) Die Einwohner lebten in 2083 Haushalten. Davon waren 588 Singlehaushalte, 607 Paare ohne Kinder und 668 Paare mit Kindern, sowie 189 Alleinerziehende und 31 Wohngemeinschaften. In 465 Haushalten lebten ausschließlich Senioren und in 1248 Haushaltungen lebten keine Senioren.

### Einwohnerentwicklung
| Grebenhain: Einwohnerzahlen von 1973 bis 2020                     | Grebenhain: Einwohnerzahlen von 1973 bis 2020 | Grebenhain: Einwohnerzahlen von 1973 bis 2020 | Grebenhain: Einwohnerzahlen von 1973 bis 2020 | Grebenhain: Einwohnerzahlen von 1973 bis 2020 |
| ----------------------------------------------------------------- | --------------------------------------------- | --------------------------------------------- | --------------------------------------------- | --------------------------------------------- |
| Jahr                                                              |                                               |                                               |                                               | Einwohner                                     |
| 1973                                                              | 1973                                          |                                               | 4.813                                         | 4.813                                         |
| 1975                                                              | 1975                                          |                                               | 4.781                                         | 4.781                                         |
| 1980                                                              | 1980                                          |                                               | 4.757                                         | 4.757                                         |
| 1985                                                              | 1985                                          |                                               | 4.763                                         | 4.763                                         |
| 1995                                                              | 1995                                          |                                               | 5.331                                         | 5.331                                         |
| 2000                                                              | 2000                                          |                                               | 5.282                                         | 5.282                                         |
| 2005                                                              | 2005                                          |                                               | 5.164                                         | 5.164                                         |
| 2010                                                              | 2010                                          |                                               | 4.907                                         | 4.907                                         |
| 2011                                                              | 2011                                          |                                               | 4.833                                         | 4.833                                         |
| 2015                                                              | 2015                                          |                                               | 4.684                                         | 4.684                                         |
| 2020                                                              | 2020                                          |                                               | 4.629                                         | 4.629                                         |
| Quellen: Hessisches Statistisches Informationssystem; Zensus 2011 |                                               |                                               |                                               |                                               |

### Religion

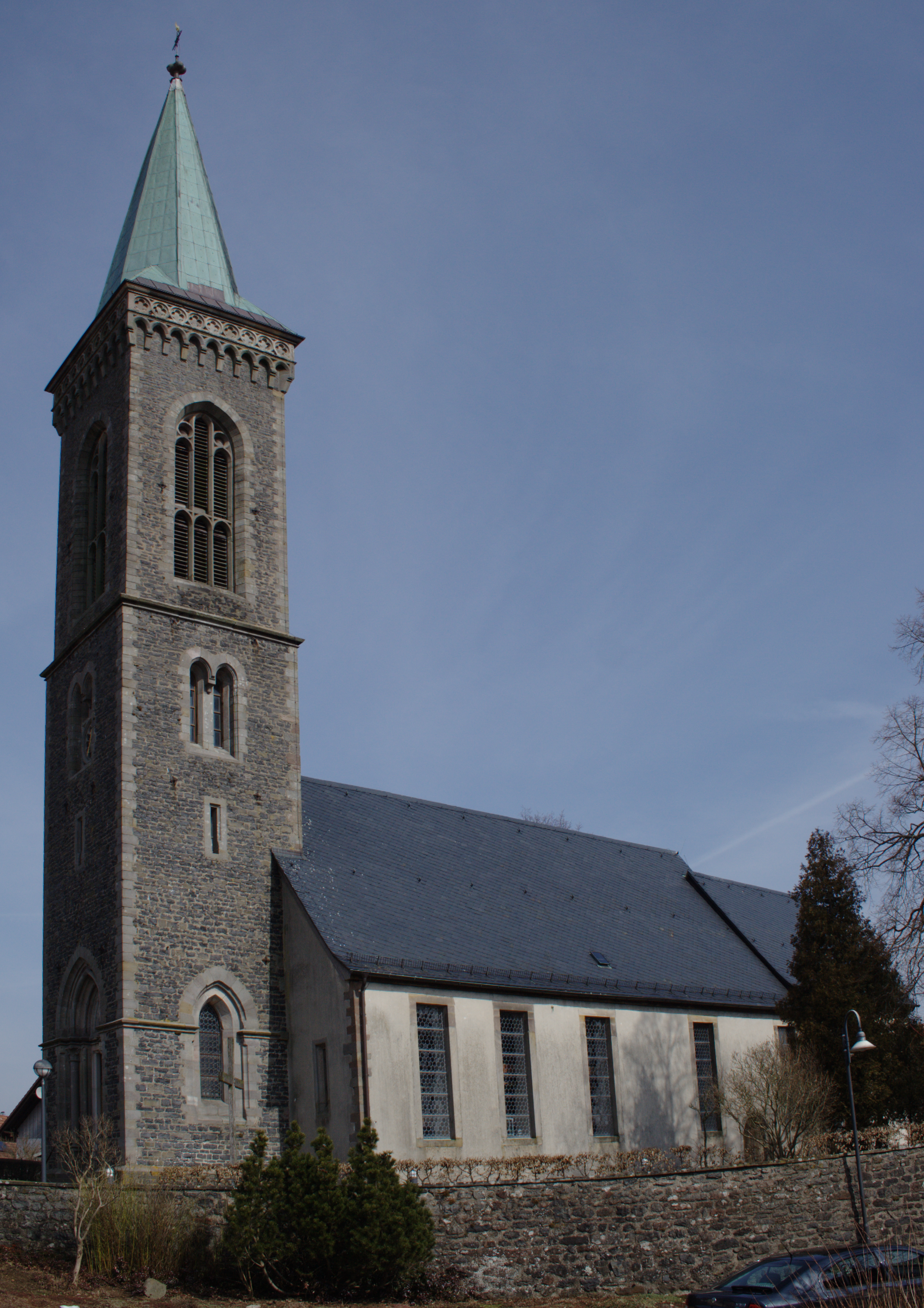
Evangelische Kirche in Crainfeld

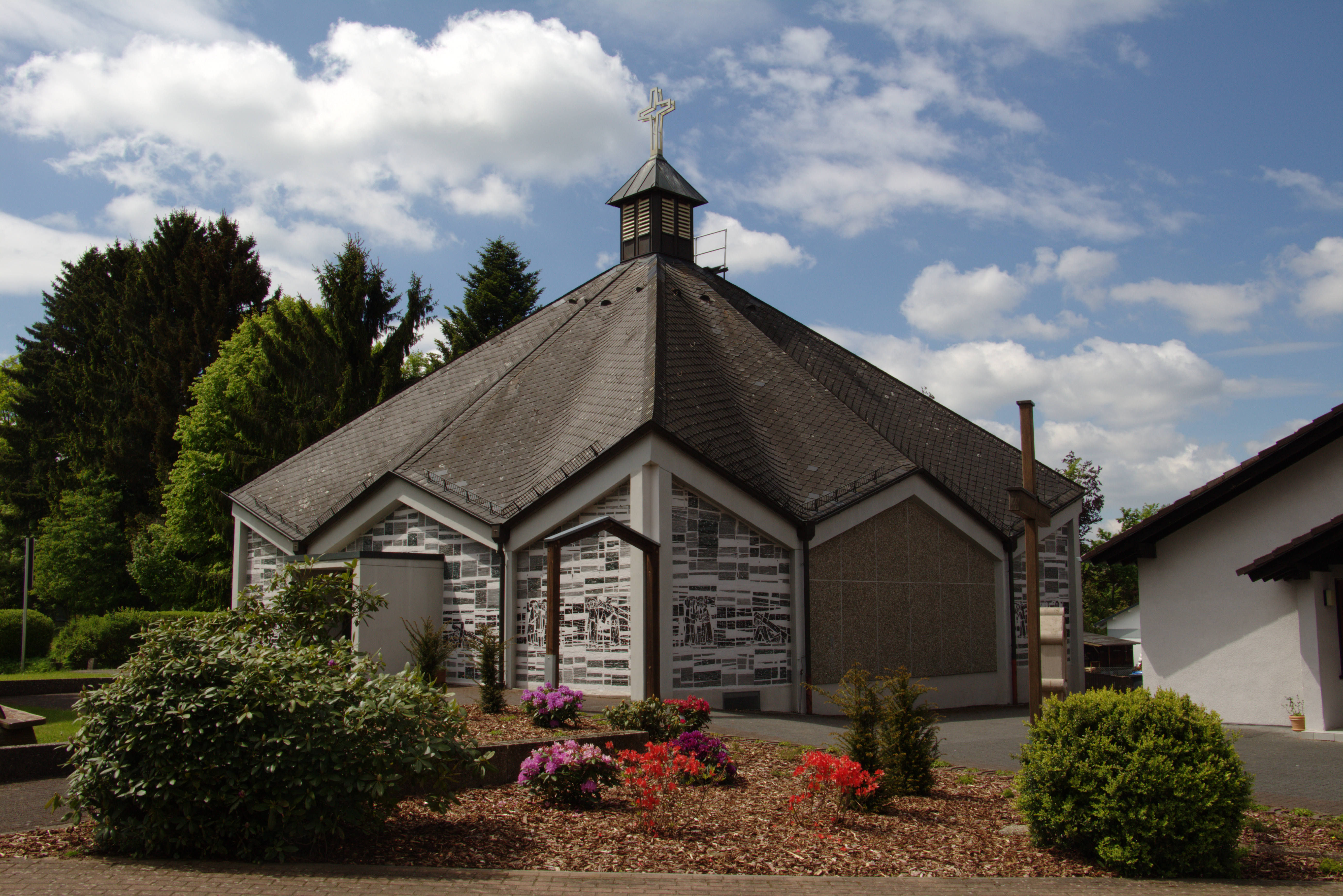
Katholische Kirche Maria Himmelfahrt

Die Bevölkerung im heutigen Gemeindegebiet war bis zum Zweiten Weltkrieg nahezu ausschließlich evangelisch. Bis zur Entrechtung und Verfolgung während der NS-Diktatur existierte eine Jüdische Gemeinde Crainfeld in Crainfeld. 1946 kamen zahlreiche katholische Heimatvertriebenen aus dem Sudetenland auch in die Ortschaften im südöstlichen Vogelsberg.
Zur Evangelischen Kirche in Hessen und Nassau (EKHN) gehören auf dem Gemeindegebiet die Pfarreien in Crainfeld, Herchenhain und Ilbeshausen. Die Kirchspielsgrenzen sind nicht deckungsgleich mit den Gemeindegrenzen. So gehören einige Ortsteile zu den evangelischen Pfarreien Altenschlirf, Nieder-Moos und Ober-Seemen, deren Sitze sich in benachbarten Städten und Gemeinden befinden.
Die katholische Pfarrei in Grebenhain umfasst das Gebiet der Gemeinden Grebenhain und Freiensteinau und gehört zum Bistum Mainz.
Daten zur Religionszugehörigkeit
| • 1987: | 4016 evangelische (= 84,0 %), 517 katholische (= 10,8 %), 249 sonstige (= 5,2 %) Einwohner  |
| • 2011: | 3529 evangelische (= 73,0 %), 608 katholische (= 12,6 %), 696 sonstige (= 14,4 %) Einwohner |

## Politik

### Gemeindevertretung
Die Kommunalwahl am 14. März 2021 lieferte folgendes Ergebnis, in Vergleich gesetzt zu früheren Kommunalwahlen:
| Sitzverteilung in der Gemeindevertretung 2021Insgesamt 23 Sitze - SPD: 12 - CDU: 11 | Parteien und Wählergemeinschaften | Parteien und Wählergemeinschaften           | % 2021 | Sitze 2021 | % 2016 | Sitze 2016 | % 2011 | Sitze 2011 | % 2006 | Sitze 2006 | % 2001 | Sitze 2001 |
| Sitzverteilung in der Gemeindevertretung 2021Insgesamt 23 Sitze - SPD: 12 - CDU: 11 | SPD                               | Sozialdemokratische Partei Deutschlands     | 51,5   | 12         | 43,3   | 10         | 44,1   | 14         | 41,4   | 13         | 44,6   | 14         |
| Sitzverteilung in der Gemeindevertretung 2021Insgesamt 23 Sitze - SPD: 12 - CDU: 11 | CDU                               | Christlich Demokratische Union Deutschlands | 48,5   | 11         | 42,5   | 10         | 38,6   | 12         | 43,3   | 13         | 41,3   | 13         |
| Sitzverteilung in der Gemeindevertretung 2021Insgesamt 23 Sitze - SPD: 12 - CDU: 11 | UBG                               | Unabhängige Bürgerliste Grebenhain          | –      | –          | 14,2   | 3          | 12,0   | 4          | —      | —          | —      | —          |
| Sitzverteilung in der Gemeindevertretung 2021Insgesamt 23 Sitze - SPD: 12 - CDU: 11 | FDP                               | Freie Demokratische Partei                  | –      | –          | —      | —          | 5,3    | 1          | 15,3   | 5          | 14,1   | 4          |
| Sitzverteilung in der Gemeindevertretung 2021Insgesamt 23 Sitze - SPD: 12 - CDU: 11 | Gesamt                            | Gesamt                                      | 100 %  | 23         | 100    | 23         | 100    | 31         | 100    | 31         | 100    | 31         |
| Sitzverteilung in der Gemeindevertretung 2021Insgesamt 23 Sitze - SPD: 12 - CDU: 11 | Wahlbeteiligung                   | Wahlbeteiligung                             | 62,4 % | 62,4 %     | 57,2 % | 57,2 %     | 52,4 % | 52,4 %     | 51,7 % | 51,7 %     | 54,6 % | 54,6 %     |

### Bürgermeister
Nach der hessischen Kommunalverfassung wird der Bürgermeister für eine sechsjährige Amtszeit gewählt, seit dem Jahr 1993 in einer Direktwahl, und ist Vorsitzender des Gemeindevorstands, dem in der Gemeinde Grebenhain neben dem Bürgermeister ehrenamtlich ein Erster Beigeordneter und sieben weitere Beigeordnete angehören. Bürgermeister ist seit dem 14. November 2013 der parteiunabhängige Sebastian Stang. Er wurde als Nachfolger von Manfred Dickert, der nach fünf Amtszeiten nicht wieder kandidiert hatte, am 16. Juni 2013 im ersten Wahlgang bei 66,9 Prozent Wahlbeteiligung mit 65,4 Prozent der Stimmen gewählt. Es folgte eine Wiederwahl im Mai 2019.
Amtszeiten der Bürgermeister
- ab 2025 Simon Seibert

- 2013–2025 Sebastian Stang[18]
- 1983–2013 Manfred Dickert[20]
- 1972–1983 Kurt Süßenberger[21]
- 1946–1972 Otto Stier[22]

### Wappen und Flagge
Wappen

Blasonierung: „In goldenem Schild mit rotem Schildbord, der mit 15 silbernen Sternen bestreut ist, das schwarze Fachwerkbalkenbild des sogenannten Wilden Mannes.“
Das Wappen wurde der Gemeinde Grebenhain am 12. Mai 1980 durch den Hessischen Innenminister genehmigt.
Gestaltet wurde es durch den Bad Nauheimer Heraldiker Heinz Ritt.
Das Wappen ist deutlich erkennbar von dem seit 1952 geführten Wappen der früheren Gemeinde Ilbeshausen abgeleitet. Die ursprüngliche Gemeinde Grebenhain (vor der Gebietsreform) besaß kein eigenes Wappen.
Der Wilde Mann zeigt eine an der Teufelsmühle verwendeten Fachwerkkonstruktion. Die 15 hinzugefügten Sterne auf dem Schildbord stehen für die 15 Ortsteile der Gemeinde.
 Flagge 
Die Flagge wurde der Gemeinde am 16. April 1987 genehmigt und wird wie folgt beschrieben:
„Auf rot-weißer Flaggenbahn in der oberen Hälfte aufgelegt das Gemeindewappen.“

## Wirtschaft und Infrastruktur
Bis Mitte der 1930er Jahre war das Gebiet der heutigen Gemeinde Grebenhain nahezu ausschließlich von der Landwirtschaft und vom Kleinhandwerk bestimmt. 1936 begann der Bau der Luftmunitionsanstalt Hartmannshain im Oberwald, deren Gelände und Baulichkeiten nach 1945 Ausgangsbasis für die ersten industriellen Unternehmen wurde, die vorwiegend Heimatvertriebene aus den früheren deutschen Ostgebieten und dem Sudetenland gründeten.

### Ansässige Unternehmen
- HELIOS Klinik Oberwald in Grebenhain-Oberwald
- Vogelsbergklinik in Ilbeshausen-Hochwaldhausen
- Saunalux GmbH in Nösberts-Weidmoos

### Ehemalige Unternehmen
- Robbe Modellsport GmbH & Co. KG in Metzlos-Gehaag
- Otte Heizkesselbau GmbH & Co. KG in Grebenhain
- STI Grebenhain Display + Verpackung GmbH in Grebenhain-Oberwald

### Verkehr
Durch die Gemeinde führt in nordost-westlicher Richtung die Bundesstraße 275. Sie bindet die Gemeinde Grebenhain an Lauterbach und Alsfeld im Norden sowie an Gedern und Friedberg im Westen an. Sie verbindet Grebenhain mit der Bundesautobahn 45 bei Florstadt. Die Bundesstraße 276 stellt die Verbindung nach Süden zum Kinzigtal und zur Bundesautobahn 66 bei Wächtersbach dar.

### Energie
1990 wurde beim Ortsteil Hartmannshain der erste deutsche Windpark im Mittelgebirge in Betrieb genommen. Gegenwärtig existieren im Gemeindegebiet drei Windparks mit insgesamt 18 Windkraftanlagen. Zwischenzeitlich befanden sich weitere Windparks in Planung. Die vorgesehenen Standorte waren der Klöshorst zwischen Grebenhain und Ilbeshausen-Hochwaldhausen (3 Anlagen) und der Höhenzug östlich der Ortsteile Metzlos, Metzlos-Gehaag und Zahmen (8 Anlagen).
- Windenergiepark Vogelsberg: Inbetriebnahme 1990 (Repowering 2004, Erweiterung 2010), 8 Anlagen, Gesamtnennleistung 13,5 MW.
- Windpark Crainfeld: Inbetriebnahme 1995, 4 Anlagen, Gesamtnennleistung 2,4 MW.
- Windpark Volkartshain: Inbetriebnahme 1995 (Erweiterung 1998), 6 Anlagen, Gesamtnennleistung 3,5 MW.

### Bildung
Grebenhain verfügt über eine kooperative Gesamtschule, die Oberwaldschule, mit gegenwärtig (Stand: 2012) etwa 700 Schülern.

### Freizeit- und Sportanlagen
Durch das Gemeindegebiet verläuft der Vulkanradweg auf der Trasse der ehemaligen Vogelsbergbahn. Inzwischen ist dieser ein Teil des BahnRadwegs Hessen, der auf ehemaligen Bahntrassen rund 250 km durch den Vogelsberg, die Wetterau und die Rhön führt. Im Ortsteil Hartmannshain beginnt der Vogelsberger Südbahnradweg.

## Persönlichkeiten

### Söhne und Töchter der Gemeinde
- Heinrich Schmalbach (* 5. November 1838 in Crainfeld; † 16. Oktober 1909), hessischer Landtagsabgeordneter (HBB) und Bürgermeister der Gemeinde Crainfeld.
- Sebastian Weidner (* 24. September 1850 in Herchenhain; † 21. Dezember 1904), hessischer Landtagsabgeordneter (WV) und Bürgermeister der Gemeinde Herchenhain.
- Friedrich Jost (* 22. November 1862 in Bermuthshain; † 18. Mai 1931 in Frankfurt am Main), hessischer Landtagsabgeordneter (HBB) und Bürgermeister der Gemeinde Bermuthshain.
- Heinrich Löffler (* 14. August 1879 in Ilbeshausen; † 30. Dezember 1949 in Schlüchtern), deutscher Reichstagsabgeordneter (SPD).
- Ernst Weidner (* 31. Mai 1885 in Herchenhain; † 22. April 1956 in Ostheim), hessischer Landtagsabgeordneter (DDP) und Mitglied im großhessischen Beratenden Landesausschuss (LDP).
- Roger Herbst (bürgerlich Hans Walter Herbst; * 15. Juni 1945 in Grebenhain, † 16. August 1980 in Frankfurt am Main), Schauspieler
- Siegbert Wolf (* 1954), Historiker, Politologe und Publizist
- Marion Schneider (* 31. Dezember 1956 in Grebenhain), Unternehmerin, Autorin
- Susanne Meinl (* 15. Februar 1964 in Grebenhain), Historikerin.
- Falko Löffler (* 30. Januar 1974 in Lauterbach, aus Ilbeshausen-Hochwaldhausen), Schriftsteller, Fantasy-Autor und Computerspiel-Übersetzer.
- Jasmin N. Weidner (* 1983, aus Herchenhain), Autorin und Musikjournalistin.
- Maximilian Ziegler (* 1992 aus Crainfeld), seit 2024 Mitglied des Hessischen Landtags

### Persönlichkeiten mit Bezug zur Gemeinde
- Wilhelm Freiherr von Müffling genannt Weiß (1839–1912), Polizeipräsident von Frankfurt am Main und Landrat des 
Landkreises Frankfurt.
- Jean Berlit (1848–1937), Bäderunternehmer und Gründer von Hochwaldhausen.
- Max Flesch (1852–1943), Mediziner und Kriminologe.
- Otto Hermann Steche (1879–1945), Reformpädagoge und Gründer der Bergschule Hochwaldhausen.
- Georg Hellmuth Neuendorff (1882–1949), Reformpädagoge und Gründer der Dürerschule Hochwaldhausen.
- Otto Lang (1883–1955), NSDAP-Kreisleiter Lauterbach und Kreisdirektor des Kreises Lauterbach.
- Gottlob Binder (1885–1961), deutscher Politiker (SPD).
- Peter Urban (1941–2013), deutscher Schriftsteller und Übersetzer.
- Lutz Helmig (* 1946), Unternehmer und Arzt, Gründer der Helios-Kliniken-Gruppe und der Aton GmbH.